# Geba

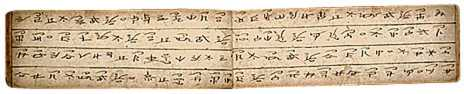
Geba írás

A geba (naxi nyelven gǝ31 ba31 the33 ɤɯ33, mandarin kínaiul geba, 哥巴) a naxi dongba papok által használt írás neve. Kevésbé terjedt el, mint a dongba írás, csak Baqu, Nanshan, Ludian, Tacheng területeken, valamint Weixi egy részén használatos. Eddig csak 200-300 geba írású könyvet fedeztek fel. A geba kb. 500 jelből áll, de területenként az írásjegyek eltérőek lehetnek, így egy szótagot több jellel is le lehet írni. Feltételezések szerint a 13. században alakulhatott ki.

## Az írásjegyek kialakítása
1. A dongba képjelek egyszerűsítése
2. Kínai írásjegyek átvétele
3. Saját jelek.
4. Néhány jel tibeti eredetre utal.

Érdekessége az írásnak, hogy a jelkészlet szabadon bővíthető új jelekkel.